# 张天保
张天保（1939年5月—），男，汉族，山西寿阳人，中华人民共和国政治人物，曾任中华人民共和国教育部副部长。